# الشعوب الأصلية في الأمريكتين

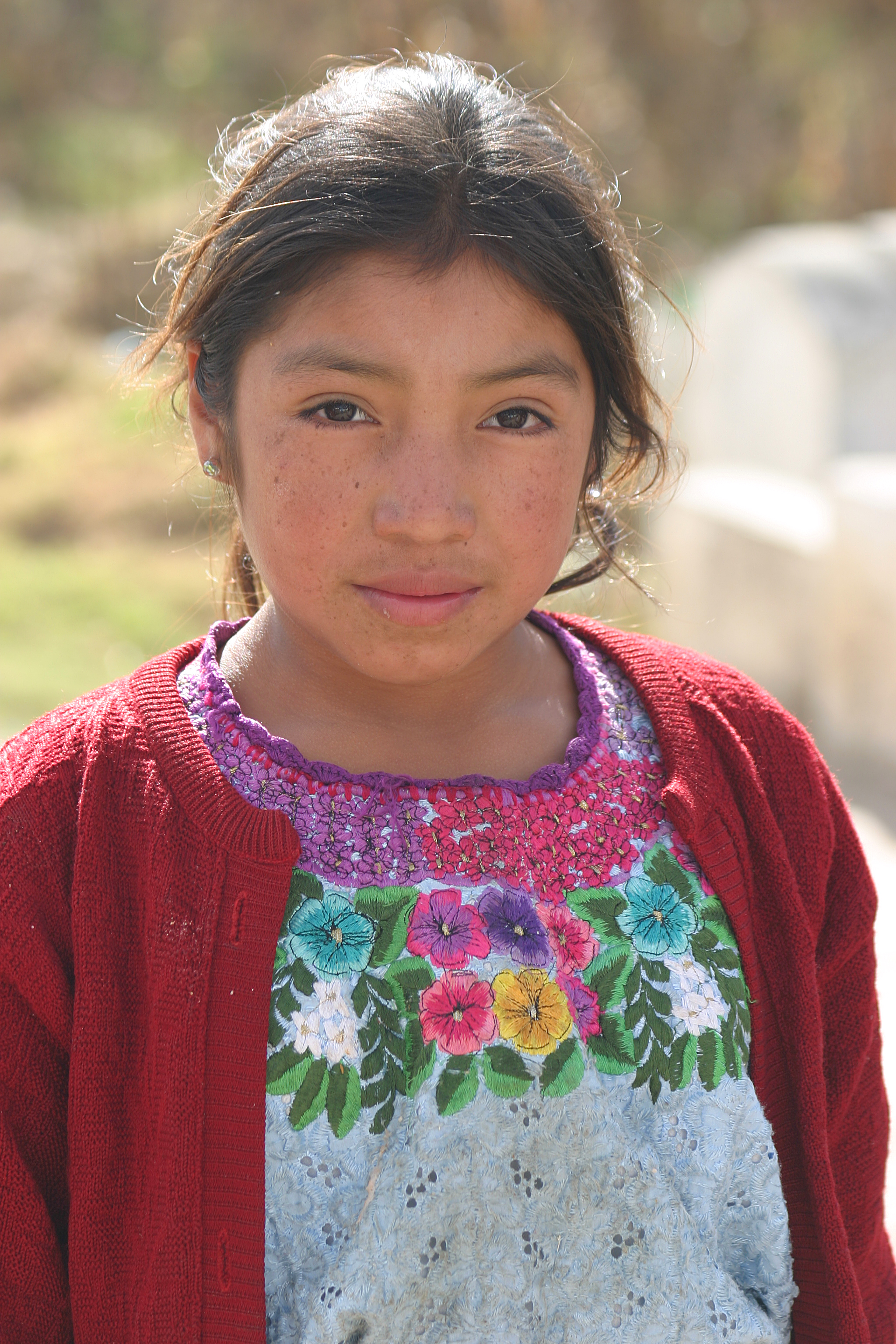
فتاة من غواتيمالا

الأمريكيون القدماء أو الأمريكيون الأصليون (بالإنجليزية: Native Americans)‏ وأحياناً باسم الهنود الأمريكيون (بالإنجليزية: American Indians, Amerindians, Amerinds)‏ أو الهنود الحمر (بالإنجليزية: Red Indians)‏ هي أسماء تطلق على عرقيات السكان الأصليين للأمريكيتين قبل عصر كريستوفر كولمبس (العصر القبل الكولومبي) وتطلق أيضاً على السلالات التي انحدرت عنهم. ويسمى هؤلاء أيضاً في كندا بالأمم الأولى (بالإنجليزية: First Nations)‏. سمٌوا أولاً بالهنود لأن كريستوفر كولمبس ظن خطأ أنه وصل إلى جزر الهند الشرقية عندما اكتشف العالم الجديد، ثم سموا فيما بعد بالهنود الحمر والهنود الأمريكيين تمييزاً لهم عن الهنود الآسيويين.

## الأمريكيون الأصليون

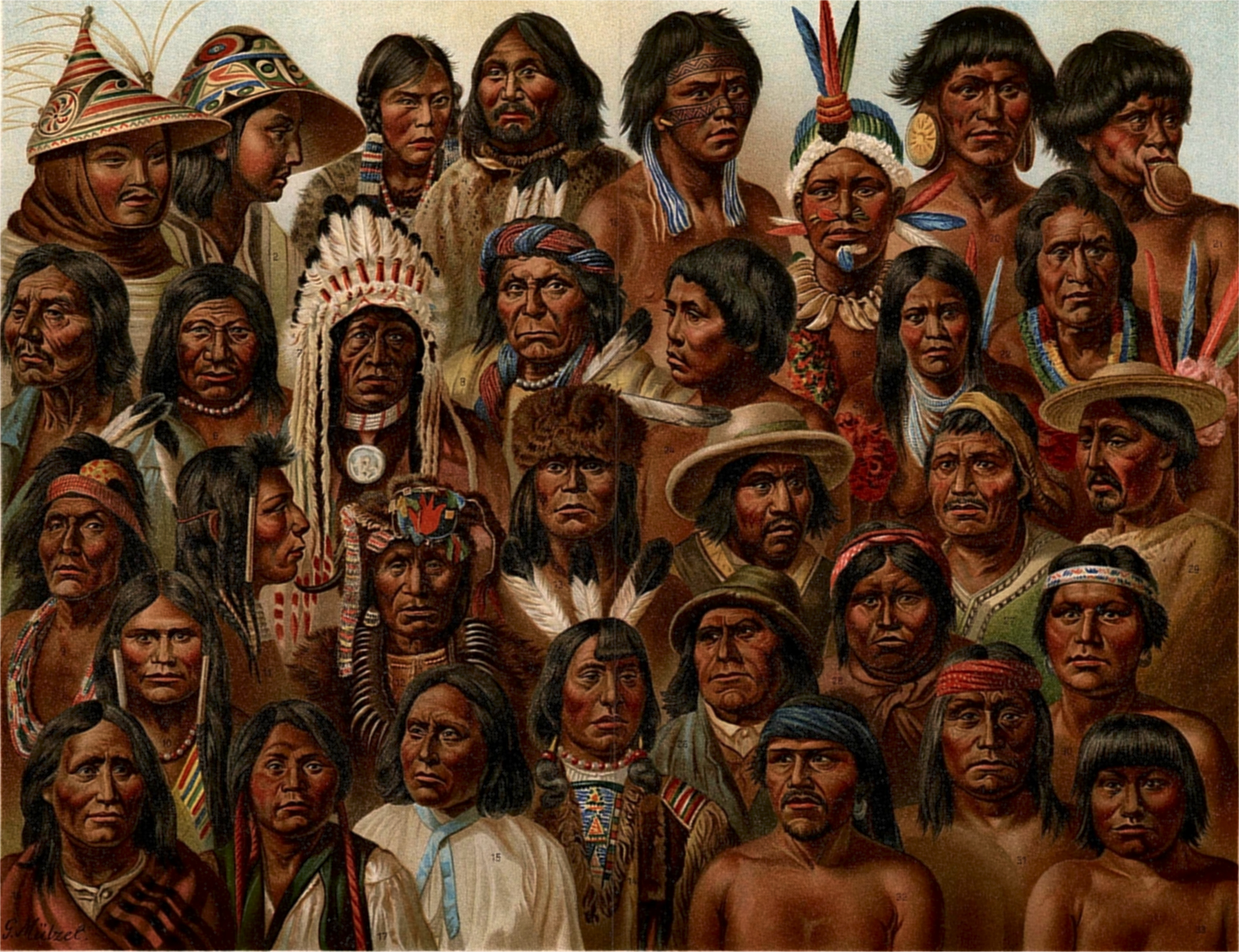
صورة لمجموعات عرقية مختلفة من الأمريكتين، في بداية القرن 20.

ظهرت بأمريكا الشمالية حضارة النحاس وحضارة الصيادين بالبر والبحر ولاسيما حول البحيرات الكبرى في كندا والولايات المتحدة الأمريكية. وكانوا يصنعون من النحاس آلاتهم بطرقه ساخنًا أو باردًا. لكنهم لم يعرفوا طريقة صهره ولا كيفية صبه في القوالب كما كان متبعًا في العالم القديم منذ سنة 1500 ق.م. وفي المنطقة القطبية الشمالية مارس الأمريكيون الاصليين صيد الأسماك والحيوانات.
وحين استعمرهم الأوربيون (في القرن الخامس عشر الميلادي) واجهوا تحديات كبيرة، ورغم أن البعض تعايش وتبادل التجارة مع المستعمر واستوعب تقنياته إلا أن المستعمر الأوروبي استولى على أراضيهم وعمل على إبادتهم في (كندا) و (أمريكا[ ؟ ]). وكانت تسمى هذه القبائل: ((قبائل أوننداجو)) و ((وموهاك)) و ((شيروكي[ ؟ ])). كما كانوا يعرفون جميعًا باسم الهنود الأمريكيين أو الهنود الحمر. وفي كندا كان يطلق عليهم عادة ((شعب أبورجينال)) وحين وصل (كريستوفر كولومبس) عام (1492 م) أرضهم؛ كان عددهم يقدّر ما بين 40 إلى 90 مليونًا. وحين جاء الإسبان وجدوا 50 قبيلة هندية في الغرب بما فيها ((شعب بيبلو)) وكوماتش وبيمان ويمان، وكان لهم لغاتهم المتنوعة. وجلب الأوربيون معهم الأمراض كوسيلة حرب بيولوجية كالجدري والحصبة والطاعون والكوليرا والتبفود والدفتيريا والسعال الديكي والملاريا وبقية الأوبئة التي كانت تحصد السكان الأصليين. وكانت السلطات البريطانية توزع عليهم الألحفة (الأغطية) الحاملة للأمراض عمداً بهدف نشر الأمراض بينهم.

## تاريخ الشعوب الأصلية
الأمريكيون القدماء أو الأمريكيون الأصليون أو الهنود الأمريكيون أو الهنود الحمر هم السكان الأصليين للأمريكيتين قبل عصر كريستوفر كولمبس، سُمُّوا بالهنود الحمر؛ لأن كريستوفر كولومبس ظن خطأ أنه في الهند عندما اكتشفها.

### هجرتهم إلى الأمريكيتين

خريطة الهجرات البشرية القديمة

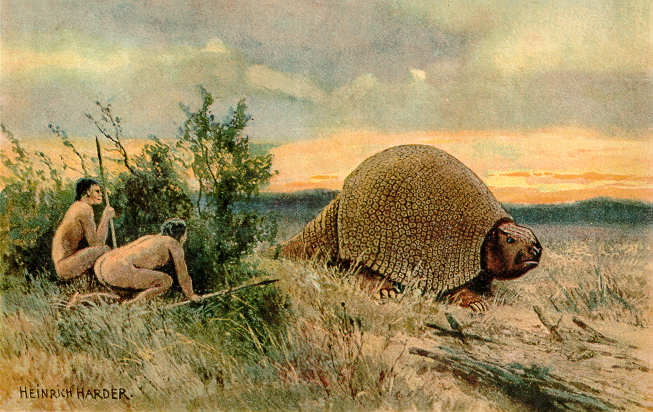
رسم يمثل اثنين من الأمريكيين الأصليين القدماء (من العصر الحجري) أثناء محاولتهم قنص حيوان الغليبتودونت (المنقرض حالياً)

ما زالت تفاصيل هجرة الهنود الحمر القدامى إلى الأمريكتين وداخلهما (بما في ذلك التواريخ الدقيقة والمسارات) قيد البحث والنقاش. ويفترض نموذج هجرات العالم الجديد أن نزوح سكان أمريكا الأصليين إليها من أوراسيا عبر جسر يابسة بيرنجيا الذي كان يربط شمال غرب أمريكا الشمالية (ألاسكا الحالية) بشمال شرق آسيا (سيبيريا) عبر ما يعرف الآن بمضيق بيرنغ بدأ قبل 16500 إلى 40000 عام تقريباً، وقت أن كان منسوب سطح البحر ينخفض أثناء العصر الجليدي، واستمر هذا النزوح لفترة غير معلومة المدى. كما تفترض النظريات أن السكان الأصليين نزحوا إما سيراً على الأقدام أو باستخدام قوارب بدائية على طول الساحل الجنوبي الغربي للمحيط الهادئ إلى أمريكا الجنوبية. انتشر الأمريكيون القدماء في الأمريكتين واستوطنوهما ليؤسسوا المئات من الأمم والقبائل ذات الثقافات المتباينة، وذلك قبل آلاف السنين من بدء استعمار الأوربيين للعالم الجديد في القرن الخامس عشر الميلادي، غير أن التقاليد الشفاهية للأمريكيين الأصليين تقول إنهم قد استوطنوا الأمريكتين منذ بدء الخليقة، ويدعمون رواياتهم بالعديد من الحكايات التقليدية عن بدء الخلق.
غير أن تحديد تاريخ الهجرة بالفترة من 40 ألف إلى 16500 سنة ماضية كان ـ وسيظل ـ عرضة لاختلاف علمي كبير، والشيء الوحيد المتفق عليه حتى الآن هو أن أصول الأمريكيين القدماء ترجع إلى آسيا الوسطى، وأن الانتشار الواسع في الأمريكتين تم في أواخر العصر الجليدي الأخير، أي منذ 16 ألف إلى 13 ألف عام من الآن.
ومن النظريات الأحدث ـ والتي حظيت بشعبية كبيرة ـ في هذا الصدد ما عرف بالنظرية السولترية، التي تفترض أن شعباً أوروبياً قديماً (أو أكثر) كان من بين أوائل قاطني الأمريكتين، وأن هؤلاء الأوروبيين القدامى نزحوا إلى أمريكا الشمالية مستخدمين أساليب مشابهة لما استخدمه الإنويت المعاصرون، متتبعين لوحاً جليدياً كان يمتد عبر المحيط الأطلنطي. وتستند الفرضية على أوجه شبه وجدت بين أساليب الحضارة السوليترية في أوروبا والكلوفيسية في الأمريكتين ولم توجد أشباه لها في شرق آسيا أو سيبيريا أو بيرنجيا، وهي مناطق يفترض أن الأمريكيين القدامى جاؤوا منها. غير أن هذه النظرية أيضاً تجد الكثير من المعارضين استناداً على أن الاختلافات التي وجدت بين الأدوات التي عثر عليها أكثر من أوجه الشبه بينها، وإلى المسافة الزمانية (5000 سنة) والمكانية (آلاف الأميال عبر الأطلنطي) التي تفصل بين الحضارتين، وذلك إلى جانب الدراسات الوراثية المعتمدة على تقنيات الحامض النووي والتي قللت من شأن هذه النظرية.

### عصر ما قبل كولومبوس
يضم العصر ما قبل الكولومبي كل عصور ما قبل التاريخ والعصور التاريخية التي مرت بها الأمريكتان قبل ظهور تأثيرات أوروبية ذات بال في الأمريكيتين، وهو ما يعني الفترة التي تقع بين الاستيطان الأول في العصر الحجري القديم الأعلى والاستيطان الأوروبي في مطلع العصر الحديث.
تضمنت العديد من حضارات العصر قبل الكولومبي خصائص من بينها وجود تجمعات سكانية دائمة أو حضرية، وزراعة، وعمارة مدنية وتذكارية، وأنظمة عشائرية معقدة. وقد قدر لبعض تلك الحضارات الزوال قبل غزو الأوروبيين للعالم الجديد بفترات طويلة، ولم يعد هناك ما يدل على سابق وجودها إلا بعض الأدلة الأثرية، بينما قدر لحضارات أخرى أن تعاصر تلك الفترة التاريخية، وهي الحضارات التي ذكرت في كتابات تلك الفترة. وكانت قلة من تلك الحضارات تمتلك سجلات مدونة (لعل أشهرها المايا). إلا أن معظم الأوروبيين في تلك الحقبة نظروا إلى هذه النصوص باعتبارها هرطقات، فكان مآلها إلى المحارق المسيحية، ولم ينج منها إلى اليوم إلا وثائق قليلة للغاية استقى منها المؤرخون أقباساً ضئيلة عن الحضارة والمعارف القديمة.
وفقاً لوثائق وكتابات كل من الأمريكيين الأصليين والأوروبيين، فقد كانت الحضارات الأمريكية ـ في الوقت الذي حل فيه الأوروبيون ـ ذات إنجازات كبيرة، من بينها مدينة تينوتشتيتلان، التي شيدها الأزتك (في موقع مدينة مكسيكو الحالية) وعدت من أكبر مدن العالم آنذاك، وكان تعداد سكانها في ذلك الحين زهاء مائتي ألف نسمة. كما كانت للحضارات الأمريكية أيضاً إنجازات باهرة في علمي الفلك والرياضيات. وتتنوع في أساطير الخلق عند الأمريكيين الأصليين الحكايات عن أصول القبائل المختلفة، فبعضهم «وجدوا منذ الأزل» وآخرون خلقتهم آلهة أو حيوانات، وبعضهم نزحوا من اتجاه معين، بينما جاء آخرون «عبر المحيط».

### الاستعمار الأوروبي

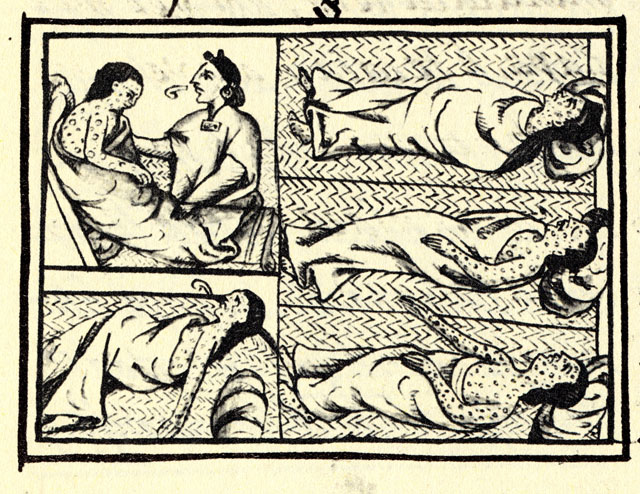
رسم مصاحب لأحد كتب القرن السادس عشر الميلادي، يمثل أمريكيين أصليين من قبائل الناهوا يعانون من الجدري

غير الاستيطان الأوروبي للأمريكتين إلى الأبد حياة وسلالات وثقافات شعوب القارة. ويقول تاريخ الشعوب الأمريكية الأصلية إن التعرض للأمراض المعدية، والتهجير، والحروب تسببت في تناقص أعداد السكان، وأن الأمراض المعدية احتلت الصدارة بين هذه الأسباب. كانت أول مجموعة من الأمريكيين الأصليين التقاها كولومبوس هم شعب التاينو في هيسبانيولا، الذي كان تعداده ربع مليون نسمة، وكانت حضارته هي الحضارة السائدة في جزر الأنتيل الكبرى والبهاما. غير أن 70% من ذلك الشعب قضى نحبه في ظرف ثلاثين عاماً من جراء الأمراض الأوروبية (كالحصبة والجدري) التي كانت أجسادهم تفتقر إلى المناعة ضدها، والتي حصدت الجانب الأكبر من أفراد هذا الشعب.
أضف إلى الأثر المدمر لهذه الأمراض اتجاه أفراد شعب التاينو إلى السلوك الانتحاري كوسيلة للخلاص من الامتهان والعمل الإجباري الشاق الذي فرضه الإسبان عليهم، فكانت النساء يجهضن أنفسهن أو يقتلن أطفالهن الرضع بأنفسهن، والرجال يقفزون من المرتفعات أو ينتحرون بتناول سم المانيوق الزعاف. وفي النهاية نجح أحد زعماء التاينو ـ ويدعى إنريكيّو ـ في الاعتصام بجبال باهوروكو مدة ثلاثينَ عاماً استطاع خلالها إلحاق خسائر فادحة بالأسبان وحلفائهم من الهنود الحمر، وبسبب وطأة هذه الثورة أرسل الإمبراطور كارلوس الخامس الكابتن فرانشيسكو بارينويبو لعقد معاهدة سلام مع المتمردين الذين كان عددهم يتناقص باضطراد، وبعد شهرين اتُّفق على منح إنريكيو أي جزء من الجزيرة ليعيش فيه بسلام.
تعد قوانين بورغوس (1512 ـ 1523) أول نظام قانوني مكتوب ينظم سلوك المستوطنين الإسبان في العالم الجديد، وخاصة فيما يتعلق بالسكان الأصليين، الذين كانت هذه القوانين تحظر إساءة معاملتهم وتساند تحويلهم إلى الكاثوليكية. غير أن التاج الإسباني لاقى صعوبة في فرض هذه القوانين في تلك المستعمرة البعيدة جغرافياً.
تعددت الأسباب التي يعزو إليها المؤرخون تناقص أعداد الأمريكيين الأصليين، وكان من بينها الأوبئة والصراع مع الأوروبيين، ويعتقد بعض الدارسين أن أمراض العالم القديم التي جلبها الأوربيون تسببت في وفاة ما بين 90% و95% من السكان الأصليين للعالم الجديد بعد احتكاكهم الأول مع الأوروبيين والأفارقة. وقد قضى نصف سكان هسبانيولا الأصليين سنة 1518 نحبهم جراء مرض الجدري؛ والذي تكفل أيضاً ـ في الأعوام القليلة التالية ـ بحصد ما بين 60% و90% من تعداد شعب الإنكا ثم تكفلت أمراض أوروبية جديدة بإضعافهم فيما بعد. وكان الجدري هو الوباء الأول وصولاً إلى العالم الجديد، ولكنه لم يكن الأوحد، إذ قُضي على ما تبقى من حضارة الإنكا بفعل تعاقب كل من التيفوس (فيما يبدو) سنة 1546، ثم الإنفلونزا والجدري معاً سنة 1558، ثم الجدري ثانية سنة 1589، فالدفتيريا سنة 1614، ثم الحصبة سنة 1618. وقد قتل الجدري ملايين من السكان الأصليين في المكسيك، بعد أن دخلها مع دخول بانفيلو دي نارفاييز إلى مدينة فيراكروز في 23 أبريل 1520، ليجتاحها عقداً من الزمان ويقتل ما قدر بمائة وخمسين ألف في تينوتشتيتلان (قلب إمبراطورية الأزتك) وحدها، مسهلاً انتصار هرنان كورتيس على إمبراطورية الأزتك في تينوتشتيتلان (مدينة مكسيكو الحالية) سنة 1521.
وبينما كان الأوروبيون يتمتعون بمناعة تكونت لديهم عبر العصور ضد هذه الأمراض، كان الأمريكيون الأصليون يفتقرون إلى مثل هذه المناعة. غير أن الأوروبيين اجتاحتهم ـ بدورهم ـ أمراض كالطاعون والإنفلونزا الآسيوية التي انتقلت غرباً من آسيا إلى أوروبا، كما انتقلت إليهم الملاريا بعد أن نزلوا في أفريقيا وآسيا.
يقدر أن الاجتياح المتكرر بالإنفلونزا والحصبة والجدري أدى في تناقص ما قدر بنصف إلى ثلثي السكان الأصليين لشرق أمريكا الشمالية في ظرف قرن من الغزو الأوروبي للمنطقة، وقد قدر أن الجدري تسبب في فناء 90% من السكان الأصليين لمستعمرة خليج ماساتشوستس، كما تسبب انتقال فيروس الجدري من الأوروبيين إلى الأمريكيين الأصليين في بلايموث (بولاية ماساتشوستس الحالية) في انقراضهم جميعاً. وقد وصل المرض إلى منطقة بحيرة أونتاريو سنة 1836 وإلى أراضي الإيروكواس بحلول عام 1679. وفي سبعينيات القرن الثامن عشر قضى الجدري على ما لا يقل عن 30% من الأمريكيين الأصليين القاطنين في الساحل الغربي للولايات المتحدة، كما تسببت أوبئة الجدري التي حلت في الفترة بين عامي 1780 و1782 وفي الفترة بين عامي 1837 و1838 في تناقص شديد في أعداد هنود منطقة السهول. وكانت حكومة الولايات المتحدة الأمريكية قد نظمت برنامجاً لتطعيم الأمريكيين الأصليين ضد الجدري سنة 1832 (قانون تطعيم الهنود لسنة 1832).
أما في البرازيل، فقد تناقص عدد السكان الأصليين من 3 ملايين نسمة (حسب تقديرات العصر قبل الكولومبي) إلى حوالي 300 ألف نسمة في سنة 1997.
جلب الأسبان وغيرهم من الأوروبيين الخيول إلى الأمريكتين، وقد فرت بعض هذه الخيول وتناسلت وتزايدت أعدادها في البرية، وقد كان لدخول الخيول آثار ملموسة على حضارة الأمريكيين الأصليين في منطقة السهول العظمى في أمريكا الشمالية ومنطقة باتاغونيا في أمريكا الجنوبية. فقد أدى نجاح بعض القبائل في استئناس الخيول إلى ازدهار تلك القبائل ونجاحها في توسعة مساحة أراضيها وتبادل العديد من السلع مع القبائل المجاورة، كما ساعده ذلك في صيد جواميس البيسون.

## الزراعة

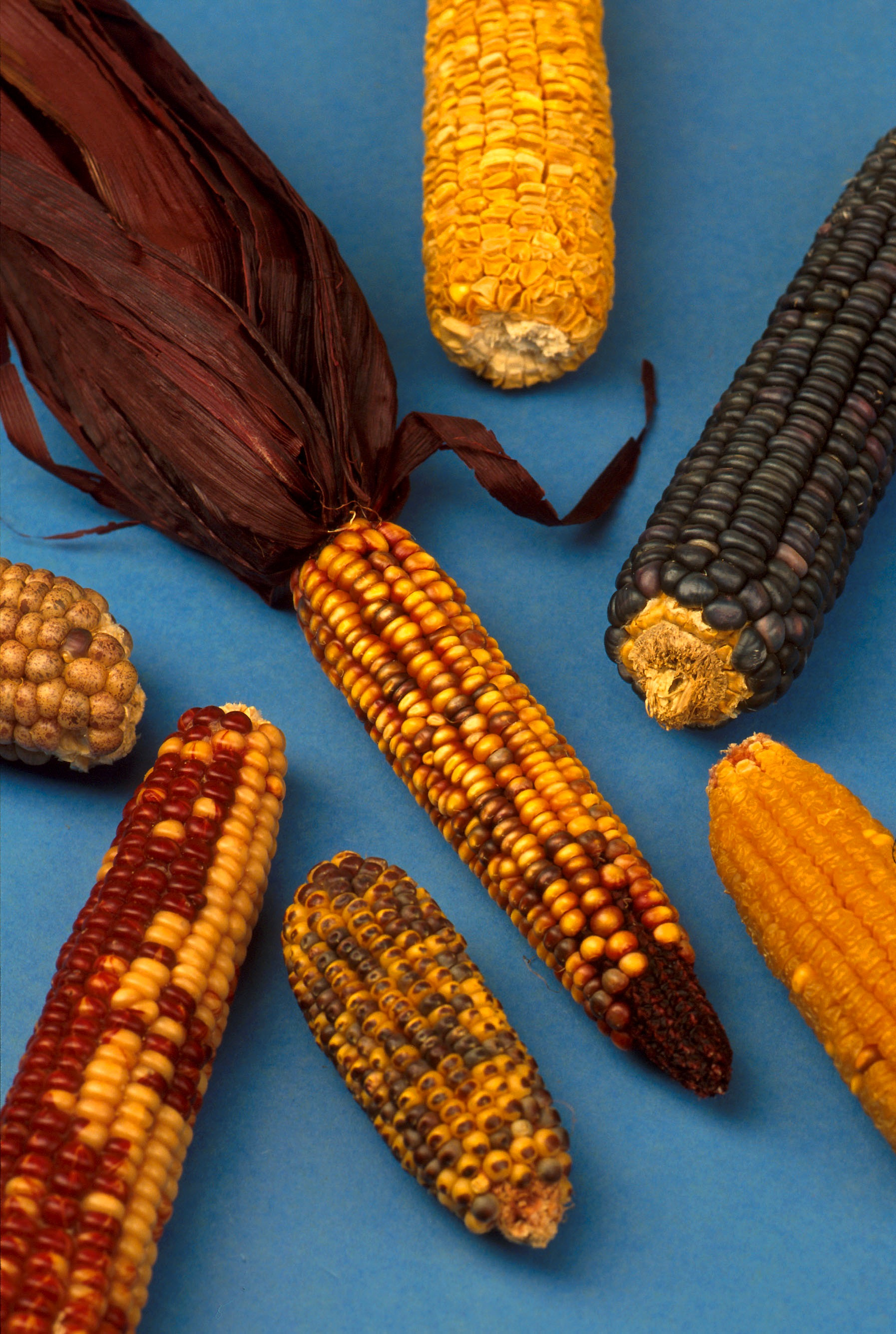
الذرة أولى النباتات المدجنة في جنوب المكسيك.

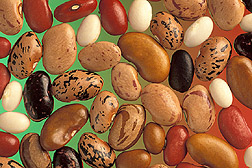
الفاصولياء موطنها الأصلي في أمريكا الوسطى والمكسيك، وزرعت في ما بعد في أمريكا الجنوبية.

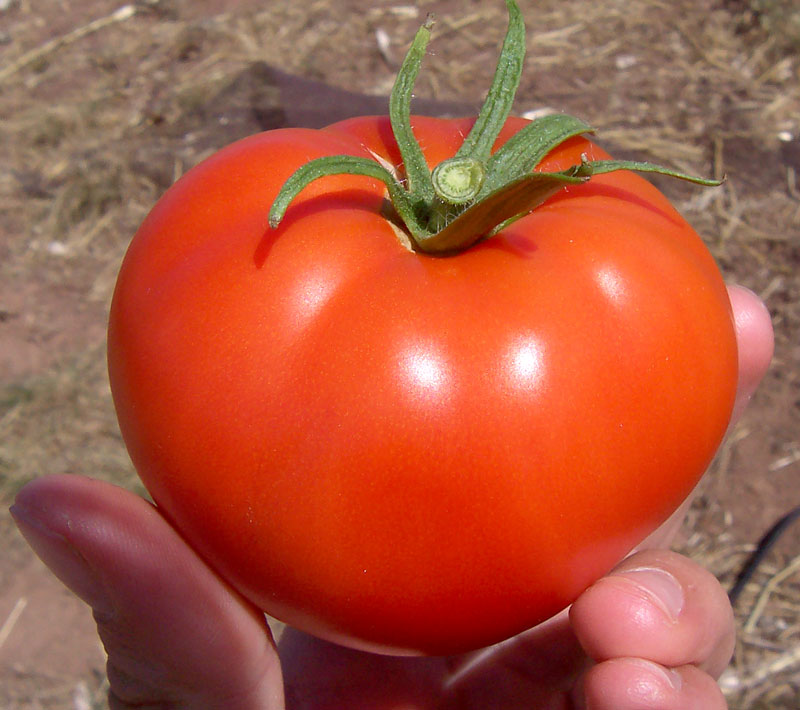
كان الطماطم أول المزروعات لحضارات ما قبل كولومبوس في المكسيك.

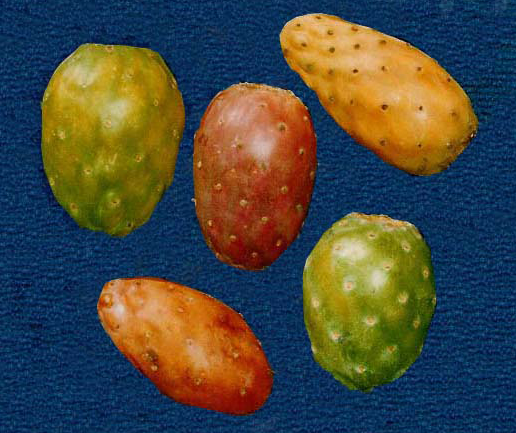
ثمار التين الشوكي في انكاش، بيرو

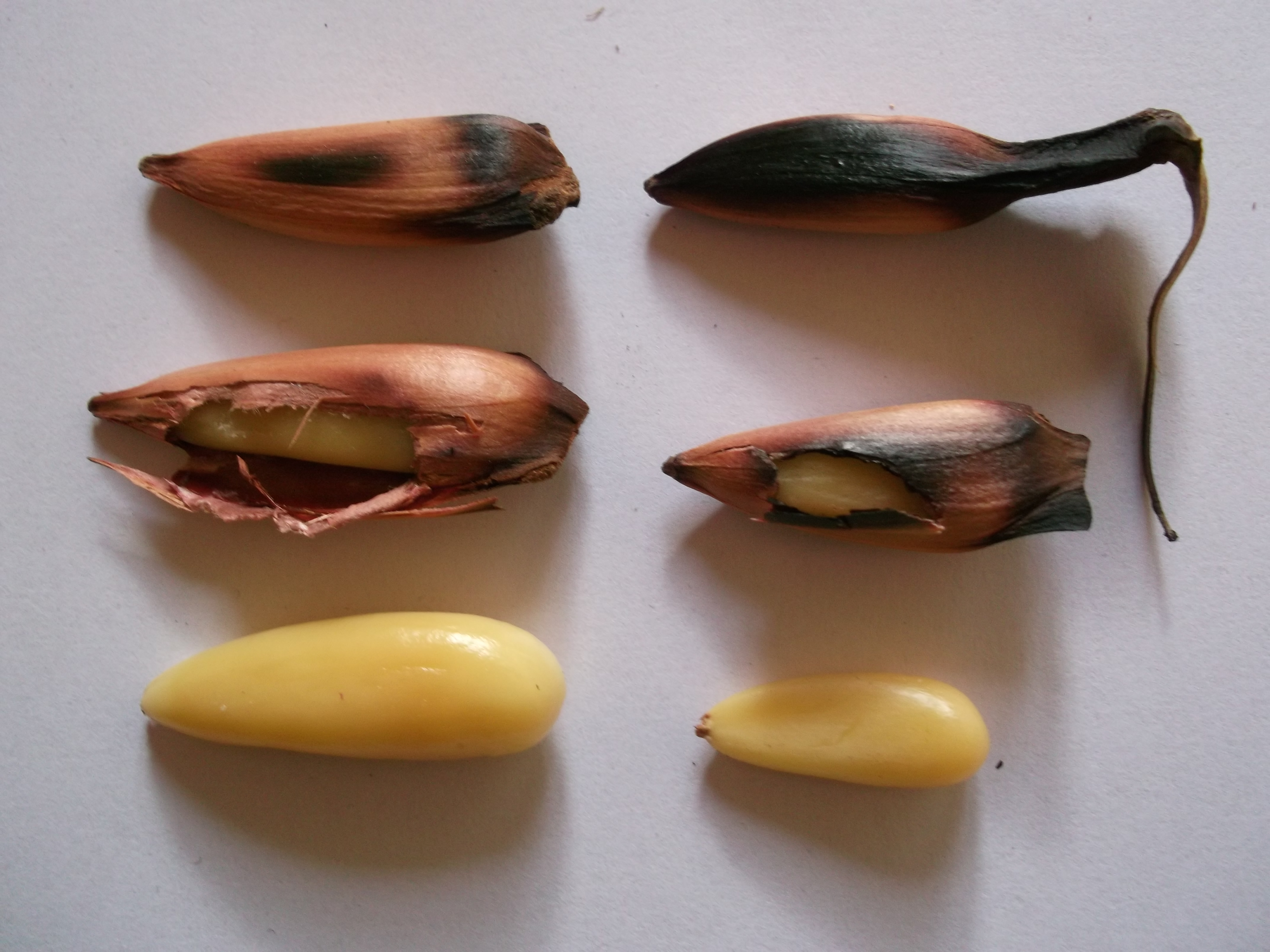
نوعين من بذور الاروكاريا المطبوخة، شمال غرب باتاغونيا.

على مر آلاف السنين، ظل الأمريكيون الأصليون يزرعون العديد من النباتات. وتمثل هذه النباتات 50-60% من مجمل المحاصيل المستزرعة في العالم أجمع. وفي بعض الحالات، قام السكان الأصليون بتطوير وتهجين أنواع وسلالات مستحدثة من النباتات عن طريق الاصطفاء الاصطناعي، وقد احتفظ العديد من هذه المحاصيل الزراعية بأسمائها المأخوذة من لغة السكان الأصليين في اللغتين الإنجليزية والإسبانية.
كانت مرتفعات أمريكا الجنوبية مركزاً للزراعة منذ عصور مبكرة. وتشير الدراسات الجينية التي أجريت على البطاطس أن منشأها الأصلي هو جنوب البيرو. ويذكر جورج رودزنس أنه «من الواضح أن بعض الجماعات صارعت أثناء العصر قبل الكولومبي من أجل البقاء، وأنها كثيراً ما تعرضت لنقص الغذاء والمجاعات، بينما تمتعت مجموعات أخرى بأنظمة غذائية منوعة ووفيرة».
بدأ السكان الأصليون لأمريكا الشمالية في ممارسة الزراعة منذ ما يقرب من 4000 سنة، في نهايات الفترة العتيقة من الحضارات الأمريكية الشمالية. وفي ذلك الوقت كانت صناعة الفخار قد بدأت تشيع، وبدأ قطع الأشجار على نطاق محدود. وبالتوازي مع ذلك كان الهنود القدامى قد بدأوا في استخدام النار بشكل موسع، وبدأ الحرق العمدي للنباتات لإخلاء مساحات من الغابات بغرض تسهيل الانتقال وإتاحة مناطق صالحة لزراعة النباتات الغذائية والطبية على حد سواء.

### حضارات الشعوب الأصلية
وتقسم حضارة أمريكا الشمالية وشمال المكسيك إلى حضارات جنوب شرق وشمال شرق وجنوب غرب وكاليفورنيا والحوض الكبير. وكان سكان شمال أمريكا يعتقدون أنهم جزء من العالمين الروحي والطبيعي. وكانت أعيادهم مرتبطة بمواسم الحصاد والزراعة. وكانوا يمارسون الرسم الملون على الرمل باستخدام المساحيق الطبيعية الملونة. وكانت قبائل بيبلو تصنع نساؤهم الفخار المصقول من الطمي والملون بالزخارف الهندسية. واشتهر هنود جنوب غرب بصنع السلال.
وكان سكان كاليفورنيا الأصليين مشهورين بصنع المشغولات من الحجر وقرون الحيوانات والأصداف والخشب والسيراميك. وكانوا ينسجون ملابسهم من الأعشاب ولحاء الشجر والجذور النباتية وسيقان الغاب. وصنعوا الحصر والأواني. وكان الجاموس الوحشي له أهميته بالنسبة للشعوب الأصلية. لأنهم كانوا يصنعون من جلوده الخيام والسروج والسياط والأوعية والملابس والقوارب. وكانوا يصنعون من عظامه السهام وأسنة الرماح والحراب والأمشاط والخناجر وإبر الخياطة. ويصنعون من قرونه الأبواق والأكواب ومن حوافره الغراء. ولم يستأنسوا الجاموس الوحشي كما فعل الإنسان في آسيا وأفريقيا لأنه كان متوفرا. وكانوا يصطادونه بالسهام ويتعقبون آثار قطعانه عندما كانت ترعى في مراعيها أو تقترب لمصادر المياه لتشرب منها. لهذا أجادوا علم القيافة و اقتفاء الأثر. وكانوا يعرفون اسم القبيلة من أثرها ويحصون عدد أفرادها ووجهتهم ولاسيما بعد إغارتهم عليهم. لهذا كانوا يحددون أقصر الطرق للحاق بهم وأسرعها لتعقبهم واللحاق بهم والانتقام منهم. وكان سكان المدن لا يسلمون من غارات الرعاة، فكانوا يحرقونها ويدمرونها. وكان الأمريكيون الأصليون في الآباش يتجهون من الشمال الأمريكي إلى الجنوب حيث ممالك المايا والتولتك، ليخربوها ويحرقوها. وكانوا يجيدون الكرّ والفرّ في القتال. وكانت أعراف وتقاليد القبائل الأمريكية الأصلية تشيه ما كان سائدا في القبائل الرعوية الرُحّل في العالم القديم. وكانت هذه الأعراف شفاهية. فمن كان يستجر بقبيلة أجارته حتى ولو كان عدوا لها وتركته لحال سبيله. ولا يقتل الأطفال أو النسوة أثناء القتال، ولا يقاتلون بالليل.
وكان الإنسان الأول بأمريكا الشمالية يعيش في الكهوف أثناء العصر الحجري. وكان يزخرفها بصوره وصور الحيوانات. وكان يجلخ بالحجر لصنع حرابه ويصقل به سكاكينه وسهامه. وكان يصنع بيديه الفخار. وظهرت بأمريكا الشمالية حضارة بوبلو التي نسجت القطن وأقامت البيوت من عدة غرف من بينها غرفة تحت الأرض ليمارس فيها الطقوس الدينية. وصنعت تماثيل المرمر والبلط النحاسية وعقود من الأصداف. وكان يصنع بها الفخار من خليط الطين مع الألياف النباتية والأواني المزخرفة بأشكال هندسية حول الحواف. وكانت المدن قد شيدت في شرق أمريكا الشمالية حيث كانت التجارة. وكانت تبني فيها القري البسيطة وكل قرية كانت تتكون من بيتين أو خمسة بيوت خشبية ودائرية. وكان قطرالبيت 30 قدم. وكانوا يدفنون موتاهم في شق تحت تل صغير. وكانت المقابر مزينة. وكانت الملابس من جلود أو شعر الحيوانات أو من ألياف النباتات. وكانت تزين بالريش والخرز وصفائح النحاس في شكل هندسي. وكانت بها المعابد التلية بها سلم وكانت حولها القرى. وهناك ظهرت حضارة أدنا (800 ق.م. –700 ق.م.) في وادي نهر المسيسبي وحضارة هوبول (400 ق.م. – 400 م.) في الجانب الشرقي منه بجنوب شرق أمريكا الشمالية. وكلا الحضارتين كانتا متماثلتين.
شهد جنوب غرب الولايات المتحدة الأمريكية حضارة صناع السلال (100 ق.م. –100 م.)، وكانت البيوت من غرفة واحدة من الطين وبقايا الشجر. وكانوا يعيشون بالكهوف أو يدفنون موتاهم بها. وكانوا يعيشون علي صيد الغزلان والسناجب والأرانب أو الكلاب البرية. وكانوا يمسكونها بالأيدي أو الشباك، كانوا يصنعون الحقائب والصنادل من ألياف النباتات. ثم بعد سنة 700 ق.م. بنوا البيوت من الحجارة ونسجوا القطن.
ظهرت حضارة النحاس وحضارة الصيادين بالبر والبحر ولاسيما حول البحيرات الكبرى بكندا والولايات المتحدة. وكانوا بصنعون من النحاس آلاتهم بطرقه علي الساخن أو البارد. لكنهم لم يعرفوا طريقة صهره ولا كيفية صبه في القوالب كما كان متبعا في العالم القديم منذ سنة 1500 ق.م. وحول نهر اللينوي تركت الشعوب الأصلية الشمالية آثارهم التي يرجع تاريخها ما بين سنة 3500 ق.م. و250ٌ.م. وهي عبارة عن سكاكين عظمية وأنسجة قطنية سميكة. وقرب بحيرة لاموكا وجدت مكاشط ومطارق حجرية وأخشاب محفورة. وكانوا لايعرفون صهر النحاس أوصبه. لهذا كانت المشغولات النحاسية بالطرق لصنع السكاكين ونصال الرماح. وكانوا بصنعون الحلقان من الأصداف ويتزينون بالأحجار الكريمة. وبصفة عامة لم تكن الحضارة الأمريكية تسير بإيقاع سريع أو متنام كما كانت في بقية العالم القديم حيث شهد الحضارات الكبري التاريخية. وكان الأمريكيون الأصليون يعيشون في غابات كندا علي جمع الثمار وصيد السمك. وكان لهم سمات خاصة ويحتفظون بنظام ثقافة ولغات خاصة بهم وكانت مستمدة من حضارة المايا.
كان كثير من الشعوب الأمريكية الأصلية يؤمنون بثلاثة عشر أسطورة هي بمثابة كتاب مقدس لهم.. تتحدث هذه الأساطير عن مجيء آلهة بيضاء من الشرق عبر أمواج المحيط، ستكون مخلصة لهم من جميع الشرور والخطايا، وبالتالي كانوا يجمعون قطع الذهب والمعادن النفيسة ليقدموها قرابين إلى هذه الآلهة المقدسة حال ظهورها.

## الأمريكيون الأصليون الآن
ما زالت العديد من أرجاء الأمريكتين مأهولة بالأمريكيين الأصليين، بل إن بعض الدول تضم أعداداً كبيرة منهم، من بينها بوليفيا وبيرو والمكسيك وغواتيمالا وكولومبيا والإكوادور. وما زال ما يقرب من ألف من لغات الأمريكيين الأصليين متداولة في الأمريكتين، من بينها لغات الكيتشوا والأيمارا والغوراني ولغات المايا، والناهواتل، وهي لغات يعد متحدثوها بالملايين. كما يحتفظ العديد من الأمريكيين الأصليين يحتفظون بممارساتهم الثقافية بدرجات متفاوتة، ويشمل ذلك الدين والتنظيم الاجتماعي ونظم الإعاشة، وبعض هؤلاء ما زالوا يعيشون في تجمعات منعزلة نسبياً عن المجتمع الغربي، كما تعد قلة منهم من بين الشعوب التي لا يوجد اتصال بينها وبين العالم الخارجي.

### في الولايات المتحدة
يبلغ عدد الأمريكيون الأصليين الآن 4.1 مليون نسمة، يمثّلون فقط 1.5% من إجمالي تعداد السكان في الولايات المتحدة. ينقسمون إلى 556 قبيلة معترف بها فدراليا. يقول تقرير نشر في مجلة هاي -الأمريكية طبعة - مايو 2004 أنه من بين كل أربع قبائل تعيش قبيلة واحدة بأكملها في فقر، ويعيش أكثر من نصف مليون منهم في محميات مستقلة” وتفسر المجلة هذا الاسم الذي يطلق على أماكن تجميع الحيوانات – بأنها: “عبارة عن مساحات من الأرض أَرْغَمت حكومة الولايات المتحدة هذه القبائل على الانتقال والعيش فيها قبل أكثر من قرن من الزمان”. ويمضي التقرير قائلا: ” وتنتشر البطالة وإدمان الكحول في هذه المحميات، كما أن الانتحار والأمراض منتشرة على نطاق واسع أيضاً، والقليلون منهم فقط هم الذين يهربون من هذا الواقع الأليم ويعيشون حياة أفضل”. هذه المحميات حسب وصف صحفي أمريكي هو نِك كولاكاوسكي أسوأ من كثير من المناطق الفقيرة في العالم... كلاب ضالة.. ورش صغيرة تنفث الدخان.. سيارات قديمة... خرابات لاستنشاق المخدرات. ويشير كولاكاوسكي في تقريره أن نسبة الحاصلين على شهادات جامعية بين السكان الأصليين 11 %، وأن 50% منهم لا يتمتعون ببرامج الحكومة... وتقول جنيفر تاريولي23 عامًا من قبيلة كريك، والبالغة من العمر 23 ربيعا: “إنه لأمر صعب أن يجد المرء عملا في هذه الأنحاء، وتشير إلى أن 80% من السكان لا يجدون عملاً على الإطلاق”.
من مظاهر التمييز العنصري ضدهم أن لهم إدارة خدمات طبية خاصة لهم –كأن أمراضهم غير الأمراض- هذه الهيئة اسمها هيئة الخدمات الصحية للسكان الأصليين، يقول كريج فاندرواجن مدير الهيئة: ” توجد عيادة صحية للسكان الأصليين تزدحم أيام الجمعة، مرضى وممرضات.. أطفال يصرخون.. جروح تتطلب العلاج وإصابات… وتقع هذه العيادة المحلية في الطابق السفلي لأحد مساكن الطلاّب التابعة لجامعة ولاية أوكلاهوما”!!!
فرضت الحكومة الأميركية، ولعقود عديدة، سياسة الدمج على قبائل الأمريكيون الأصليين، حظر عليهم الحديث باللغة الأصلية، وارتداء الزي القومي كما تم حظر الاحتفالات التي تقام بها الطقوس القبلية مثل احتفال “رقصة الأشباح” لقبيلة السيوكس Sioux.
هذه السياسة الاستيعابية أمر مروّع كما ترى كارين بيرد- الأستاذة في جامعة كاليفورنيا وتضيف: إنه استعمار... نحن ببساطة ضحايا الاستعمار الداخلي. فالناس ينسون جذورهم، ويخامرهم الشعور بالعار إزاء هويتهم الحقيقية. لدينا أعلى معدل للانتحار بين الشباب بسبب أزمة الهوية”.
الأمريكيون الأصليين في الولايات المتحدة عاشوا في المراحل الأولى في ألاسكا ثم انتقلوا إلى الجنوب الغربي من الولايات المتحدة والشمال الغربي منها، يعيش أغلب الأمريكيون الأصليين ليعملوا في عدة المهن في الوقت الحالي، وما زالوا يتمسكون بالعادات والتقاليد.

## اعتقادهم

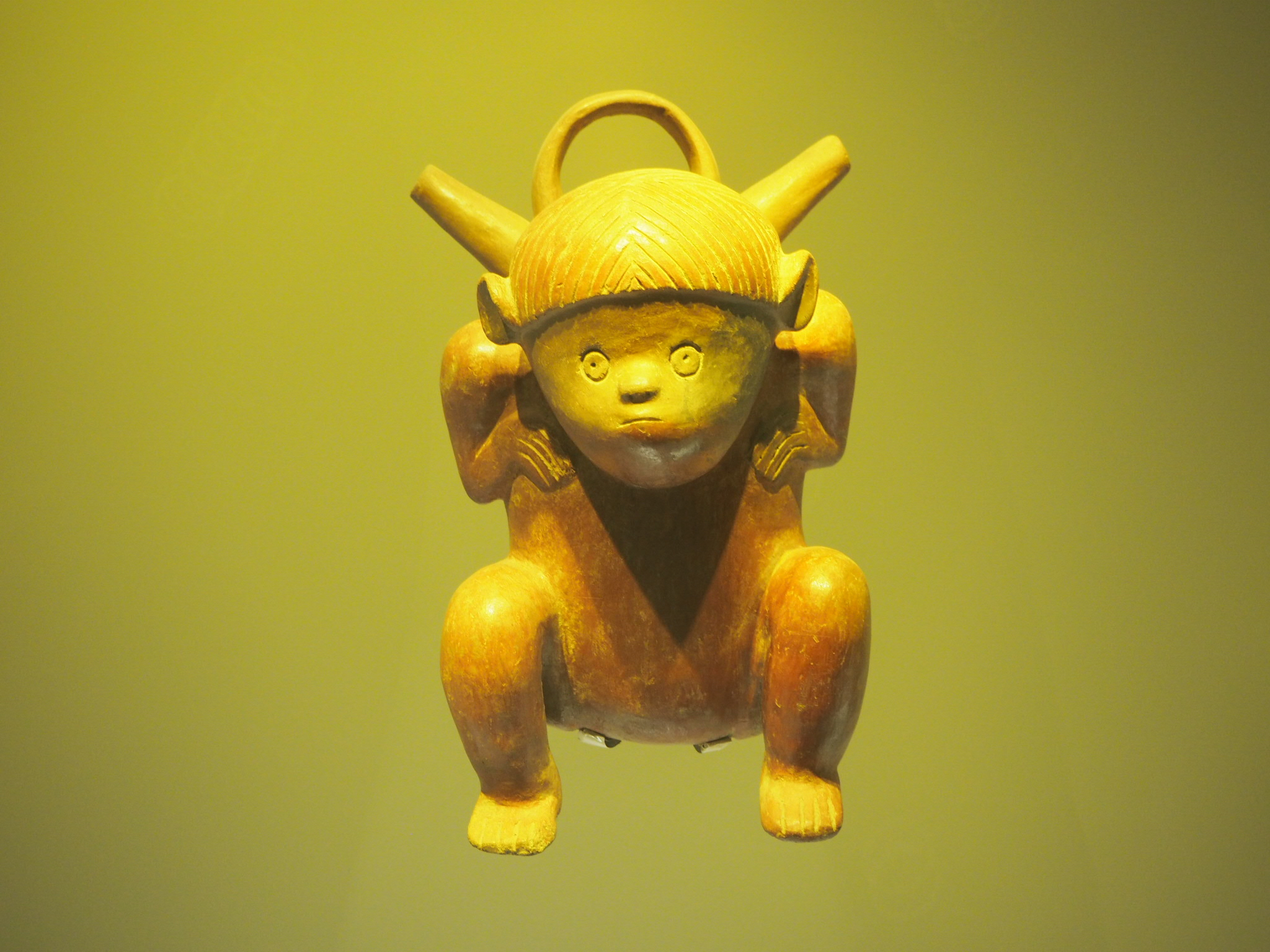
الفن الديني الأمريكي الأصلي

يصنف الأمريكيون الأصليين في القرن الخامس عشر الميلادي على أنهم ينتمون للجذور الأفريقية ويعتبرونها يعيشون في العالم القديم. [بحاجة لدقة أكثر]

## الديانة
ينقسم الهنود الحمر من حيث الدين إلى مسيحيين ووثنيين، ويعزى سبب انتشار الديانة المسيحية بينهم إلى نشاطات التبشير واحتكاكهم بالمستوطنين الأمريكيين البيض. [بحاجة لدقة أكثر]